# Stéphane Gompertz
Pour les articles homonymes, voir Gompertz.
Stéphane Gompertz, né le 23 avril 1949, est un écrivain et un diplomate français.
Il fut notamment en poste en Égypte et en Éthiopie, directeur Afrique au ministère des Affaires étrangères, puis ambassadeur de France en Autriche, et finalement, dans le cadre de la préparation de la COP21, ambassadeur climat itinérant de la France pour l’Afrique, l’océan Indien et le Moyen-Orient.

## Biographie
Né en 1949, ancien élève de l'École normale supérieure, (promotion L1967), agrégé de lettres, il a été lecteur de français à l’université Yale, puis assistant de littérature médiévale à l’université de Poitiers, et membre de la Conférence Olivaint (il y deviendra ultérieurement président de la Branche Anciens).
Puis il intègre l’École nationale d’administration (promotion Droits-de-l'Homme, 1981) et opte pour une la carrière diplomatique, en 1981. Il est en particulier en poste en Suisse, et en Égypte, au Caire pendant quatre ans, ministre-conseiller à Londres et devient un spécialiste du Moyen-Orient et de l’Afrique. De 1984 à 1986, il est chargé de mission au cabinet du Premier ministre socialiste Laurent Fabius. En 2004, il devient ambassadeur en Éthiopie.
De 2010 à 2012, il occupe le poste de directeur Afrique au Ministère des Affaires étrangères, s'attelant notamment à une coordination de la lutte contre AQMI, analysant l'évolution des régimes, et accompagnant son ministre dans ses déplacements sur le continent. On lui prête des relations tendues avec Bernard Kouchner. Son départ est annoncé quelquefois, mais les changements s'effectuent en définitive à la tête du ministère.
En 2012, il est nommé ambassadeur de France en Autriche, succédant ainsi à Philippe Carré.
Il est admis à la retraite en avril 2015, mais il sort quelques mois de cette retraite encore récente, pour devenir « ambassadeur climat itinérant de la France pour l’Afrique, l’océan Indien et le Moyen-Orient ». À la demande de Laurent Fabius, il sillonne à nouveau ce continent, dont il est considéré comme un des experts, pour préparer la COP21, et obtenir de différents pays, même de pays avec lesquels la France a des relations plus difficiles, leur « Intended Nationally Determined Contribution » (INDC), le document formalisant leurs intentions de réduction des émissions de gaz à effet de serre. 51 des 54 États africains émettent ainsi leur INDC.
À l'occasion de l'élection présidentielle de 2017, il fait partie des 60 diplomates qui apportent leur soutien à Emmanuel Macron.

## Ouvrages
- Avec Pascal Charvet, Le roi se meurt de Eugène Ionesco, Paris, Armand Colin-Gallimard, 1977.
- Malgré Rohtko : essai, Apt, L'Ange minotaure, 2008.
- Le Sourire en chemin : chroniques éthiopiennes (préf. Jean-Christophe Rufin), Forcalquier, L'Ange minotaure, 2011[14],[15].
- Un diplomate mange et boit pour son pays, éditions Odile Jacob, 2019.
- Apologie du futur, éditions L'Harmattan, 2021.

## Distinctions
- Officier de la Légion d'honneur (1er janvier 2012).